# Enter Suicidal Angels
Enter Suicidal Angels er en EP fra det svenske melodiske dødsmetalband Dark Tranquillity som blev udgivet i 1996. Ep'en blev indspillet gennem samme periode som deres tredje albumThe Mind's I. Sangen "Archetype" har meget indflydelse fra electronica og techno.

## Numre
1. "Zodijackyl Light" – 3:59
2. "Razorfever" – 3:16
3. "Shadowlit Facade" – 3:25
4. "Archetype" – 4:29

## Musikere
- Mikael Stanne – Vokal
- Niklas Sundin – Guitar
- Fredrick Johansson – Guitar
- Martin Henrikson – Guitar, Bas
- Anders Jivarp – Trommer